# Kostel svatého Martina (Mannersdorf am Leithagebirge)
Kostel svatého Martin je kostel, zasvěcený svatému Martinu Tourskému, v dolnorakouském městě Mannersdorf am Leithagebirge. Je památkově chráněn.

## Historie a popis
Počátky mannersdorfské fary s kaplí, stojící opodál kostela, sahají do 13. století. První písemní zmínka pochází z roku 1544. Při rekonstrukčních pracích v roce 1978 byly zajištěny v barokním zdivu románsko-gotické základy.
Štít s pilastry a výklenkovými sochami svatého Petra a Pavla vznikly roku 1798 pod taktovkou stavitele Georga Hammera při stavbě mohutné kostelní věže s nárožními pilastry, hodinami a cibulovou střechou. V roce 1839 byla k hlavní lodi, k jejímuž rozšíření došlo po požáru roku 1761, přistavěna sakristie. Fresková výzdoba kostela představuje scény ze života svatého Martina, svaté Cecílie (v místě u varhan), Ježíšova srdce a Svaté rodiny (na chóru).
V kostele se nachází trojice oltářů z první třetiny 18. století. U hlavního oltáře jsou rozestavěny sochy uherských králů svatého Emmericha a Štěpána, svatého Petra a Pavla a nad ním je umístěn obraz Nejsvětější Trojice. Na levém oltáři se nachází obraz Ježíše jako Dobrého pastýře a erb Lambergů. Po jeho stranách stojí sochy svaté Anny, svatého Jáchyma a Aloise. Obraz pravého oltáře zobrazuje svatého Jana Nepomuckého a je lemován sochami svaté Kateřiny a Barbory.
Ve vnější sakristii stojí klasicistní oltář z období kolem roku 1780 s obrazem Ježíšova Srdce, jenž je datován kolem roku 1850.
Kostelní varhany byly zhotoveny roku 1997 rakouskou firmou Kögler.

## Galerie

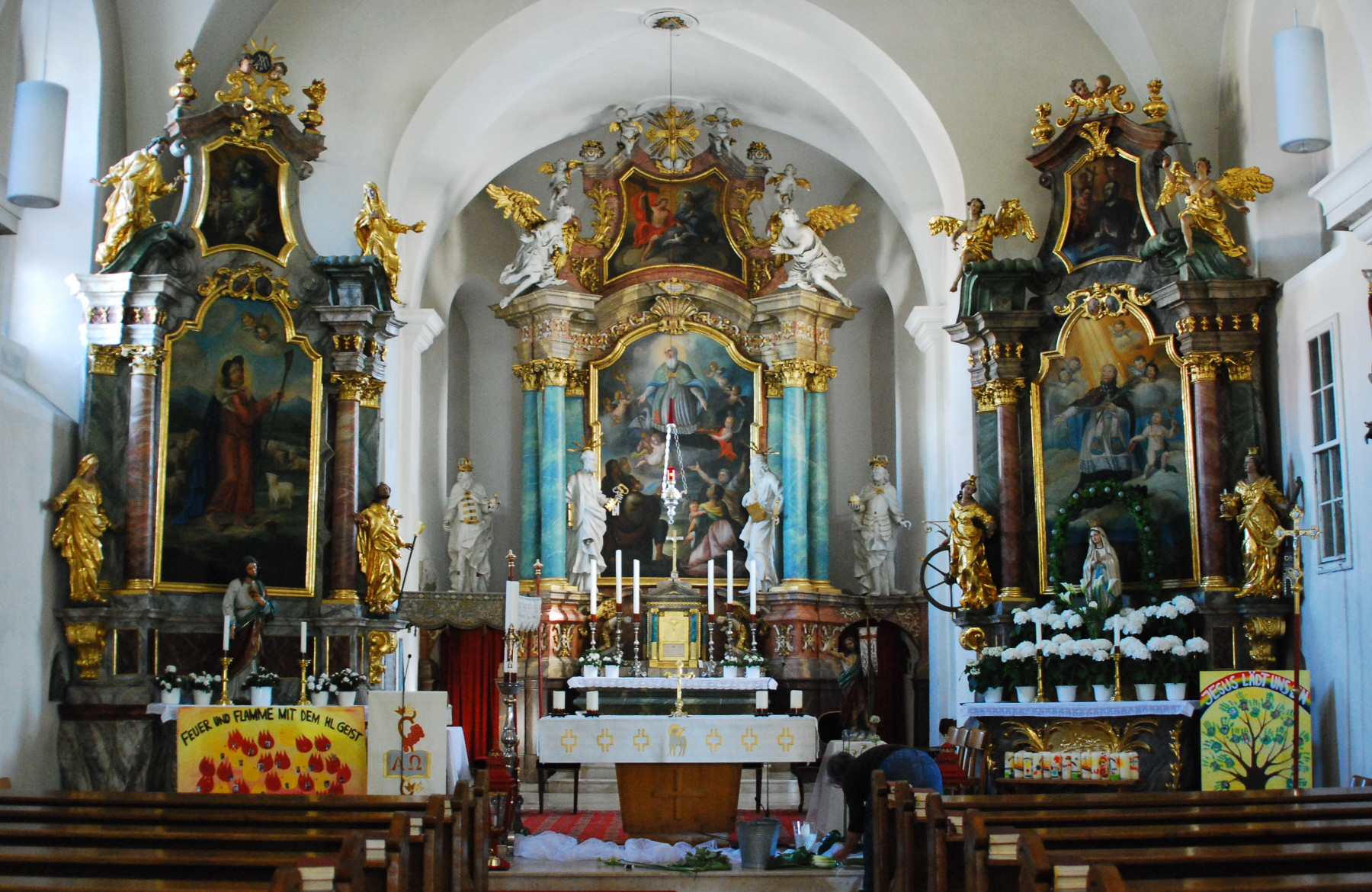
Hlavní a boční oltáře
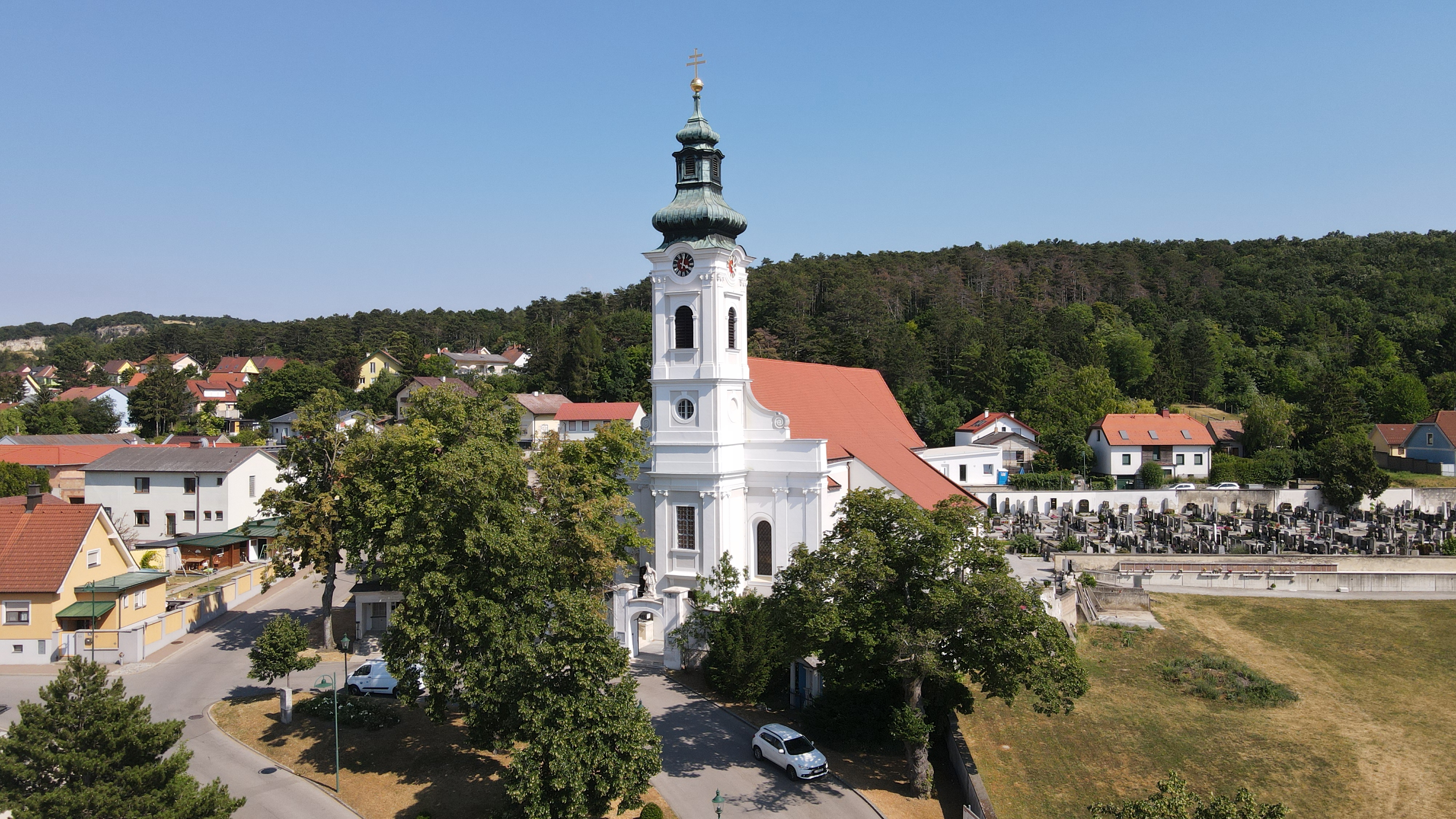
Pohled na kostel s přilehlým hřbitovem z výšky
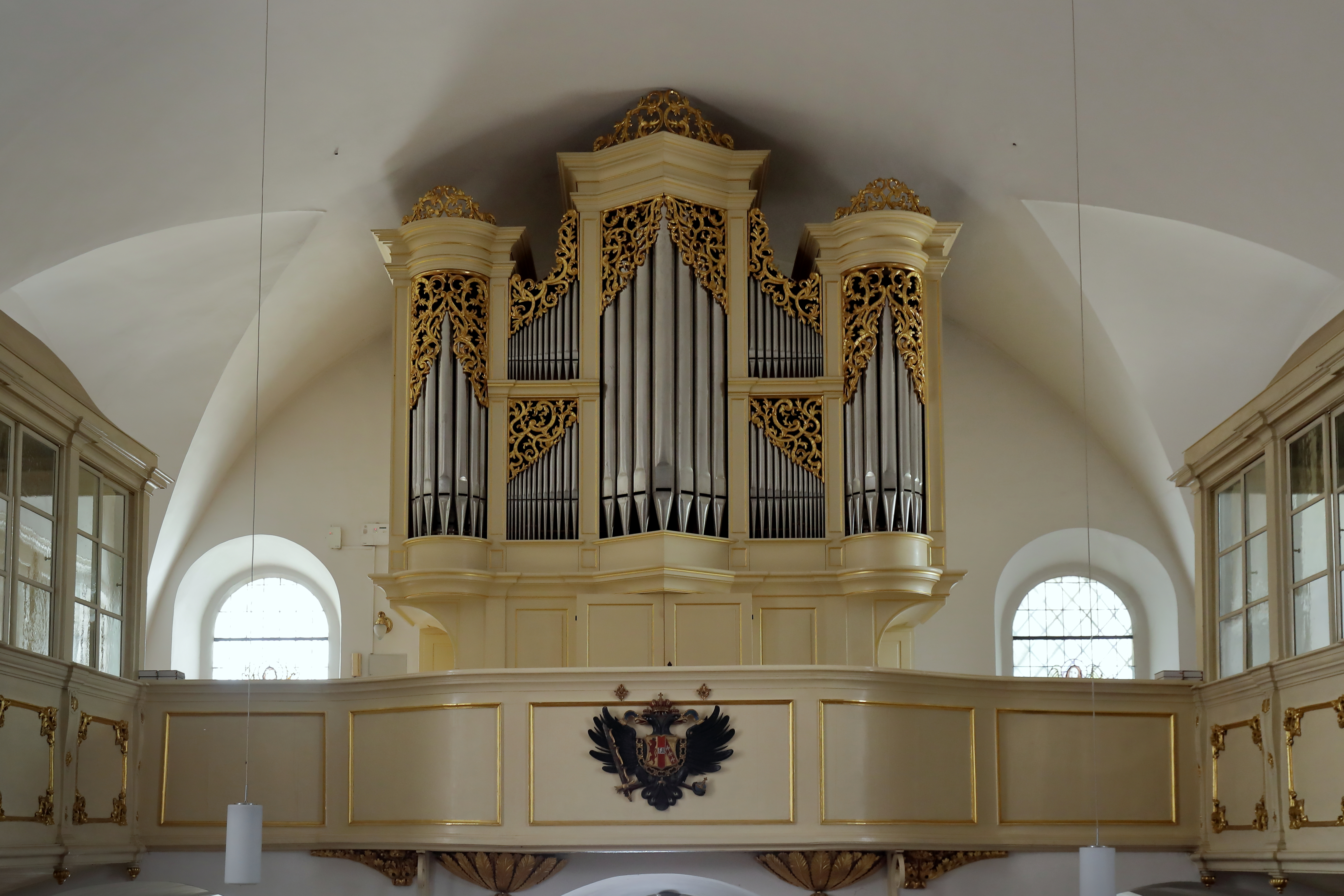
Varhany a znak říšské orlice na chóru